# 다니 올모
다니엘 올모 카르바할(스페인어: Daniel Olmo Carvajal, 1998년 5월 7일 ~)은 스페인의 축구 선수로 현재 스페인 라리가의 FC 바르셀로나에서 공격형 미드필더로 활약 중이며 2020년 하계 올림픽 은메달리스트이다.

## 선수 경력

### 클럽
2006년 RCD 에스파뇰 유소년팀에서 축구를 시작하여 2015년 크로아티아 2부 리그 소속팀인 디나모 자그레브 아카데미 입단을 통해 본격적으로 프로에 입문했다.
그리고 입단 이후 디나모 자그레브 1군팀 소속으로 2014-15 시즌부터 2019-20 시즌까지 124경기 34골을 터뜨리며 크로아티아 1부 리그 5회 우승, 크로아티아컵 3회 우승 및 2회 준우승, 2019년 크로아티아 슈퍼컵 우승, 2016-17 시즌 리그 준우승 등의 주역으로 맹활약했다.
그 뒤 2020년 1월 25일 독일 분데스리가의 RB 라이프치히로 이적하여 분데스리가 2019-20 3위, 2019-20년 UEFA 챔피언스리그 4강, 분데스리가 2020-21 준우승, 2020-21년 DFB-포칼 준우승에 기여했으며 현재까지 61경기 12골을 기록하고 있다.

### 국가대표팀
2014년부터 2019년까지 스페인 연령대별 대표팀에서 29경기 8골을 터뜨렸고 특히 스페인 U-21 대표팀 소속으로 2019년 UEFA U-21 축구 선수권 대회 결승전에서 최우수선수에 선정되면서 팀의 유럽 U-21 대회 통산 5번째 우승과 2020년 하계 올림픽 본선행을 동시에 이끌었다.
그 후 2019년 11월 몰타, 루마니아와의 UEFA 유로 2020 예선 F조 9·10차전을 앞두고 스페인 A대표팀에 첫 발탁되어 몰타와의 9차전에서 국제 A매치 데뷔전을 치르자마자 데뷔골을 터뜨리며 팀의 7-0 대승과 함께 UEFA 유로 2020 본선 진출에 일조했으며 2021년 5월 24일 유로 2020 본선 엔트리에도 합류하여 스페인의 UEFA 유로 2012 우승 이후 9년만의 4강 진출에 기여했지만 팀은 4강에서 이탈리아와 승부차기까지 가는 혈전 끝에 2-4로 패하며 이탈리아의 A매치 33경기 연속 무패 행진의 희생양이 되고 말았다.
그리고 2020년 하계 올림픽에 스페인 U-23 대표팀 소속으로 출전하여 6경기 1골을 기록하며 2000년 하계 올림픽 이후 21년만의 팀의 은메달 획득에 기여했다.

## 수상

### 클럽
디나모 자그레브
- 프르바 HNL : 우승 (2014-15, 2015-16, 2017-18, 2018-19, 2019-20), 준우승 (2016-17)
- 크로아티아컵 : 우승 (2014-15, 2015-16, 2017-18), 준우승 (2016-17, 2018-19)
- 크로아티아 슈퍼컵 : 우승 (2019)

 RB 라이프치히
- 독일 분데스리가 : 3위 (2019-20), 준우승 (2020-21)
- DFB-포칼 : 준우승 (2020-21)
- UEFA 챔피언스리그 : 4강 (2019-20)

### 국가대표팀
스페인 U-21
- UEFA U-21 축구 선수권 대회 : 우승 (2019)

 스페인
- UEFA 유럽 축구 선수권 대회 : 4강 (2020)

 스페인 U-23
- 하계 올림픽 : 은메달 (2020)